# Pouzilhac
Pouzilhac ist eine französische Gemeinde mit 750 Einwohnern (Stand 1. Januar 2022) im Département Gard in der Region Okzitanien.

## Geografie
Pouzilhac liegt zwischen den Städten Nîmes und Avignon.

## Geschichte
Die erste Besiedlung des Gebiets erfolgte gegen 2500 vor Christus. Die Römer hinterließen viele Spuren. Eine Inschrift bezeugt die Existenz einer Villa. 1900 wurden die Reste eines römischen Friedhofs aus der Endzeit des römischen Reiches gefunden. Die Existenz eines Castrums aus 11. Jahrhundert wird vermutet. Ein Dorfbewohner nahm am ersten Kreuzzug teil. 1662, während der Hugenottenkriege, gewann die Gemeinde an strategischer Bedeutung. Daher wurden Befestigungsanlagen gebaut und die Bevölkerung wuchs an.

## Bevölkerungsentwicklung
| Jahr      | 1962 | 1968 | 1975 | 1982 | 1990 | 1999 | 2008 | 2017 |
| Einwohner | 328  | 357  | 372  | 403  | 373  | 434  | 612  | 713  |